# Nasir ad-Din Qabacha
Nasir-ud-Din Qabacha ou Kaba-cha ( persan : ناصرالدین قباچه ) était le gouverneur turc musulman de Multan, nommé par le sultan Shahabuddin Muhammad Ghauri en 1203.

## Biographie
Nasir ad-Din Qabacha est issu  de l'ancien peuple turc des Coumans (Kipchak), qui a depuis été absorbé dans le Kazakhstan moderne. Les Kipchaks se déplacaient pendant l'âge d'or islamique musulmans vers l'Asie de l'Est. L'empire des Khwarezmchahs a été créé par les Turcs turkmènes et kipchaks qui s'étaient convertis à l' islam sous l'influences des missionnaires perses et arabes dès le VIIe siècle. Nasir ad-Din Qabacha devint souverain de Delhi en 1206, établissant le sultanat de Delhi, cette nomination fut à l'origine de la dynastie des esclaves de l'Inde .
Nasir-ud-Din Qabacha a épousé la sœur d'Aibak en 1205.

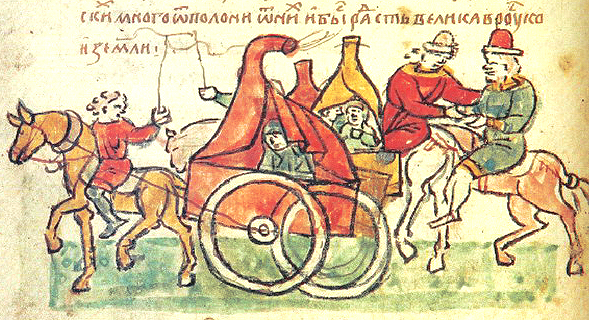
Les Coumans dans la Chronique des Radziwiłł

## Dynastie des esclaves

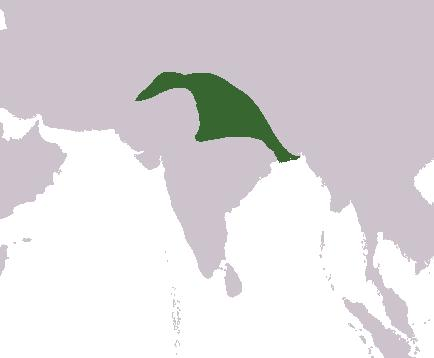
Le sultanat de Delhi sous la dynastie des esclaves

La dynastie des esclaves est encore appelée dynastie ilbarîde (1206-1290), du nom de la tribu turque des Ilbarî, connue aussi sous le nom de dynastie des Ghulâms (ourdou : غلام خاندان, hindi : ग़ुलाम ख़ानदान) ou des Mamlûks (esclaves), dirige le sultanat de Delhi en Inde de 1206 à 1290.
En 1210, Nasir-ud-Din Qabacha se déclara indépendant. Il repoussa à deux reprises les attaques de Tajuddin Elduz de Ghazni.
En 1214 Muhammad II de Khwarezm a chassé Tajuddin Elduz de Ghazni , et l'a emmené à Lahore , et a donné l'autorité à Nasir-ud-Din Qabacha. Iltutmish a protesté contre cet acte d'agression, et lorsque la protestation a été ignorée, il a marché vers Lahore. Tajuddin Elduz accepta le défi et le 25 janvier 1216, les armées se rencontrèrent sur le déjà célèbre champ de Taraori. Tajuddin Elduz fut vaincu et pris, et après avoir été conduit dans les rues de Delhi, il fut envoyé à Budaun , où il fut mis à mort la même année. Après le renversement de Tajuddin Elduz, Nasir-ud-Din Qabacha repris le contrôle de Lahore .
Iltutmish a fait face à un certain nombre de défis à son règne. Au lendemain de la mort d'Aibak, les dominions Ghurides en Inde s'étaient divisés en quatre. Iltutmish contrôlait Delhi . A cette époque Nasir-ud-Din Qabacha était le gouverneur d' Uch et Multan a affirmé son indépendance. Ali Mardan , un noble de Khalji , qui avait été nommé gouverneur de Lakhnauti par Aibak en 1206, avait abandonné son allégeance à Delhi après sa mort et s'était fait appeler sultan Ala-ud-din . Son successeur, Ghiyas ud din Balban , conquiert le Bihar. Lahore a été contestée par Iltutmish, Nasir-ud-Din Qabacha et Tajuddin Elduz ,fils adoptif de Muhammad de Ghor et successeur à Ghazni . Elduz a tenté de mettre Delhi sous son contrôle. Initialement, Iltutmish a reconnu la suzeraineté d'Elduz en acceptant les cadeaux symboliques du chatr et du durbash. Les princes et chefs hindous étaient mécontents de leur perte d'indépendance et avaient récupéré Kannauj , Benaras , Gwalior , et Kalinjar avaient été perdus pendant le règne d'Aibak, tandis que Ranthambore avait été reconquis par les Chauhans pendantLa règle d' Aram Shah .
En 1217, Iltutmish se dirigea vers Lahore à la tête d'une grande armée. Nasir-ud-Din Qabacha a tenté de se retirer vers Multan mais a été vaincu à Mansura. Iltutmish s'est abstenu d'attaquer le Sindh en raison de la présence de Mongols sur sa frontière nord-ouest. Iltutmish était préoccupé par la menace mongole et n'a menacé Nasir-ud-Din Qabacha qu'en 1227

## Décès
Le 9 février 1228, Shams ud-Dîn Îltutmish arriva à Uch et ouvrit le siège, envoyant en même temps une force dirigée par son ministre, Kamaluddin Muhammad Junaidi, à la poursuite de Nasir ad-Din Qabacha. Dans son désespoir, il envoya Alauddin Bahram Shah, issu de son union avec la fille d'Aibak, pour négocier. Bahram a réussi à conclure un accord, qui conformément au traité, a rendu  Uch  le 4 mai. Junaidi  a feint de pas avoir été informé du traité et l' a délibérément ignoré. Aussi  il a continué le siège de Bhakkar et Nasir ad-Din Qabacha qui ne put le vaincre en tentant de s'échapper se noya dans l'Indus. Les circonstances de sa mort sont diversement liées; certains auteurs disent qu'il s'est noyé accidentellement dans sa fuite, d'autres estiment qu'il s'est suicidé en se jetant dans la rivière. Sa mort mit fin à la campagne, et ses troupes transférèrent leurs services à Iltutmish , qui retourna à Delhi en août, laissant Junaidi achever la conquête du bas Sindh.

## Sources
- History of Delhi Sultanate, par M.H. Syed Publié par Anmol Publications PVT. LTD., 2004  (ISBN 81-261-1830-X et 978-81-261-1830-4)